# Taufichtig
Der Taufichtig ist ein 1000,7 m ü. NHN hoher Gipfel im Nordwesten des Fichtelberg-Massivs im oberen Erzgebirge.

## Lage und Umgebung
Der Gipfel ist der nordwestlichste Ausläufer der Erzgebirgs-Hochebene und erhebt sich gegen diese nur unmerklich (ca. 9 Meter). Allerdings fällt er gegen das Tal der Großen Mittweida nach Nordosten um ca. 250 Meter ab. An diesem Hang befindet sich das nach dem Gipfel benannte Naturschutzgebiet Am Taufichtig. In der Nähe des Taufichtigs befand sich die heutige Wüstung Erbendorf.

## Wege zum Gipfel
Der Berg ist über den gelb-markierten Wanderweg Crottendorf–Tellerhäuser zu erreichen, der den Gipfel streift und das Naturschutzgebiet für Wanderer zugänglich macht. Es befinden sich weitere, kleine Wege um den Gipfel abseits der größeren Wanderrouten.